# Geógrafo

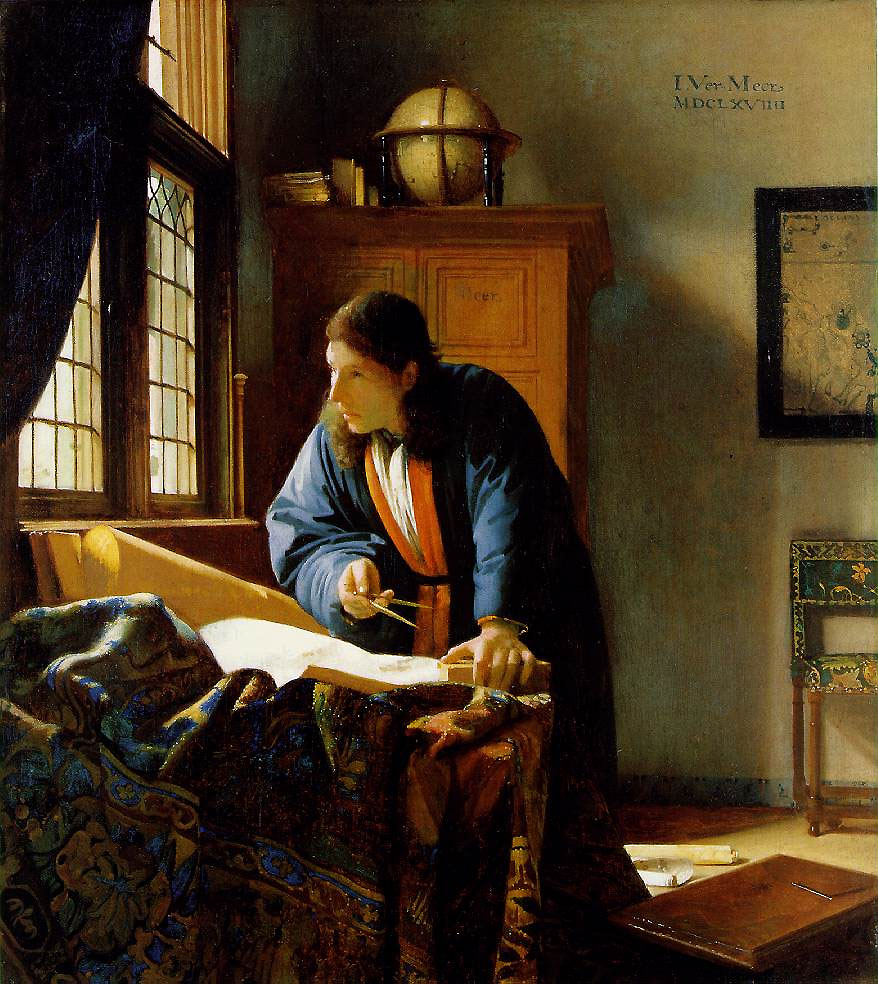
El Geógrafo (1668-1669), de Johannes Vermeer. Esta conocida pintura se concibió con el fin de representar la influencia cada vez mayor del saber científico en la Europa de aquella época.

Un geógrafo (o geógrafa) es un profesional que se dedica al estudio de la geografía, la cual es una disciplina científica que se ocupa del estudio de la superficie terrestre y los procesos que ocurren en ella por lo que un geógrafo se encarga de analizar y comprender las características físicas, biológicas, sociales y culturales del planeta y su relación con los seres humanos. Los diferentes fenómenos y procesos que ocurren en la Tierra, tanto naturales como sociales, se denomina como espacio geográfico, que es el objeto de estudio principal de estos profesionistas, que lo analizan desde la escala local hasta la global. Además, un científico en esta área se encarga de interpretar los patrones de distribución de los elementos naturales y sociales y cómo estos se relacionan entre sí.
Los geógrafos utilizan herramientas y métodos específicos para llevar a cabo su investigación, como la cartografía, la teledetección, la geodesia y la estadística. Además, trabajan en estrecha colaboración con otras disciplinas como la geología, la biología, la sociología, la antropología y la economía para entender la complejidad de los fenómenos socioambientales y sus efectos en el ser humano; para ello, se trabaja con herramientas conceptuales como son las unidades de paisaje o las cuencas hidrográficas.
Aunque históricamente se considera a los geógrafos como aquellas personas que hacen mapas, esto es realmente un campo de estudio de la cartografía, un subconjunto de la geografía. El geógrafo es capaz de estudiar no solo los detalles geográficos de manera regional o sistemática, sino además el impacto del ser humano en el medio ambiente y la influencia de la geografía en la vida y actividades humanas, económicas y biológicas.
Su objeto principal de estudio es el espacio geográfico, considerado como una construcción social. Es decir creado a partir de la interrelación del ser humano en un determinado territorio a lo largo de la historia.

## Historia
La geografía, nacida en la Grecia clásica, ha pasado de ser una disciplina descriptiva a una ciencia integral. A lo largo de la Edad Media y Moderna, se consolidó con avances cartográficos y expediciones. En la Edad Contemporánea, se enriqueció con una visión holística y multidisciplinaria, convirtiéndose en una materia esencial en la educación gracias al impulso de las Sociedades Geográficas europeas.

### Edad Antigua
En la Grecia clásica se incorporó el vocablo geografía, etimológicamente proviene de las raíces griegas geo y graphos que significan tierra y descripción, respectivamente. Se atribuye a Eratóstenes (276-194, a. C.) haber escrito la primera obra denominada Geografía y por tanto es considerado como el padre de la disciplina, aunque su obra era muy distinta a la ciencia contemporánea. Eratóstenes realizó mapas descriptivos o corográficos, calculó con alta precisión la circunferencia terrestre, y estableció la primera cuadrícula de lo que serían a posteriori las coordenadas geográficas. La disciplina en esa época se enfocó en contenido matemático, y predominaba un interés por elaborar mapas terrestres y astronómicos, para cuya elaboración se acudía a la utilización de símbolos representativos vistosos y de gran belleza, de modo que se trataba más de un arte que de una ciencia.

### Edad Media (siglos VI al XV)
Durante la Edad Media la materia tuvo un carácter descriptivo. Los principales aportes correspondieron a estudiosos árabes, tales como los de Al Idrisi (1100-1165), Ibn Batuta (1304- 1369) e Ibn Jaldún (1332-1406). Los árabes interpretaron, comprobaron y tradujeron los tratados de geografía de los griegos clásicos y, gracias a ellos, fueron posteriormente traducidos al latín. Por otro lado, durante este periodo en Europa, la ciencia se mantuvo con un carácter descriptivo, pero al mismo tiempo fue un periodo de grandes expediciones entre las que destacan las realizadas por los monjes franciscanos Guillaume de Rubrouck (1215-1295) y Jean de Plan Carpin (1180-1252) para evangelizar Asia Central. Sin embargo, la mayor labor descriptiva de la época surgió de los escritos y relatos de Marco Polo mercader y explorador veneciano que participó en una célebre expedición al continente asiático.

### Edad Moderna (siglos XVI al XVIII)
Debido a los avances cartográficos e innovaciones tecnológicas en navegación marítima las potencias europeas patrocinaron viajes como los de Cristóbal Colón (1451-1506), Vasco de Gama (1469-1524) y Fernando de Magallanes (1480-1521), que culminarían, bajo el amparo de la Corona española, en el desabrimiento de un nuevo continente que posteriormente sería conocido como América. Magallanes, realizaría entre 1519 y 1521, la primera expedición que daría la vuelta al mundo por mar, lo que permitió reelaborar la cartografía de los continentes y aumentar el conocimiento espacial del mundo.
A partir de los mapas de Tolomeo, en el siglo XVI, surgieron mapas más exactos como el Atlas de Mercator (1595) y se incorporó el uso de proyecciones cartográficas para solucionar el dilema trigonométrico de representar una superficie esférica sobre un documento plano.
En este periodo la materia se consolida como ciencia, donde, además de la descripción de un lugar y de su población, se añade el método científico para la realización de mediciones, clasificaciones, hipótesis, explicaciones, sistematización, axiomatización y teorización. Posteriormente el cambio más importante fue la aceptación de paradigma heliocéntrico propuesto por Nicolás Copérnico (1473-1543). El geógrafo más destacado de este período fue Bernardo Varenio (1622-1650), cuya Geografía General se publicó en 1650 donde se hace la división de geografía general (también llamada, hoy día, sistemática) donde se estudia a la tierra en su conjunto; y geografía regional estudia la situación de cada una de las regiones del planeta, su división y sus límites, incluyendo los aspectos humanos.

### Edad Contemporánea (sigloXIX)
Alejandro de Humboldt, (1769-1859) hoy en día es considerado  como el padre de la geografía Moderna, junto con Karl Ritter (1779-1859) como cofundador. La visión de Humboldt fue holística, tratando de entender el todo y las mutuas relaciones entre los seres vivos (incluyendo al ser humano) y la naturaleza, lo que lo llevó a interesarse en diversas ciencias que servirían para la descripción del espacio geográfico; entre las ciencias en las que también se destaca su trabajo están la  botánica, historia natural, mineralogía, matemáticas, física y economía política, además de incursionar en geofísica, etnografía, antropología, zoología, ornitología, climatología, oceanografía, astronomía, geología y vulcanología. Ritter, por su parte, se dedicó más al estudio y a la enseñanza. Sus análisis de las diferentes regiones del mundo se basaron más en testimonios escritos que en exploraciones propias, siendo el objetivo principal de su obra explicar las relaciones entre el medio físico natural y la vida del ser humano, prestando menos atención a los fenómenos físicos, y mostrando veleidades deterministas. Sin embargo, gracias a ellos, la asignatura dejó de ser una simple enumeración de montañas, ríos y ciudades, o un amasijo de nombres y cifras, pues a la observación y el inventario se le agregaron el razonamiento científico y la explicación.
A partir del  siglo XIX las Sociedades geográficas de Europa generaron los primeros departamentos universitarios de Geografía e impulsaron el estudio de esta ciencia  en los programas de instrucción de los países europeos, no sólo a nivel primario y secundario, sino superior y pasó a convertirse en una disciplina educativa, materia de estudio, enseñanza y formación ciudadana, indispensable tanto para la cultura general como para la recopilación de información espacial, de gran valor estratégico y comercial. El paso a convertirse en carrera universitaria dio lugar al dilema de quiénes, dentro de la academia, consideran a la asignatura como ciencia, y quiénes al salir al mercado laboral la conciben como profesión u oficio.

## Métodos y herramientas de investigación geográfica

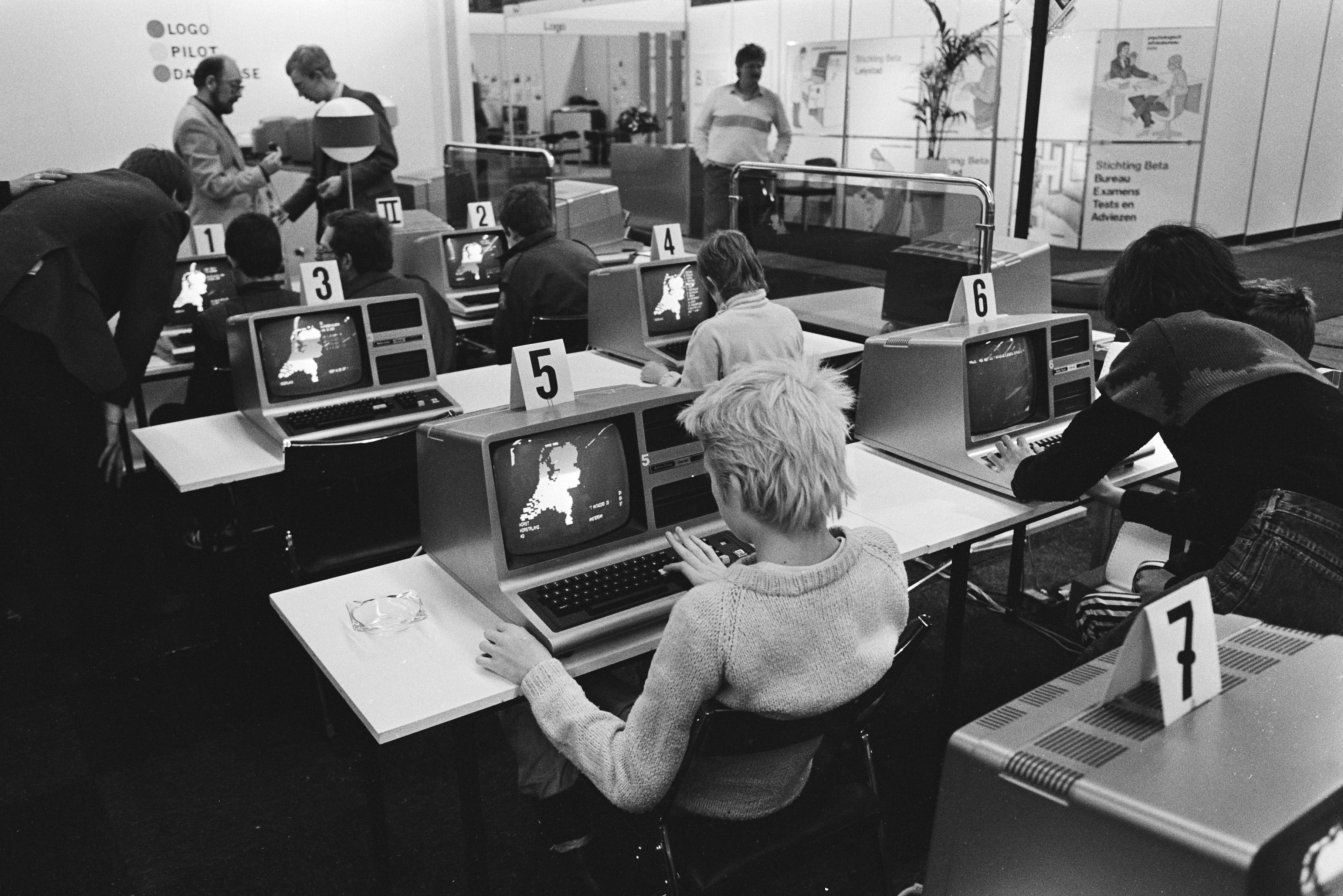
Lección de geografía mediante el uso de computadora, en Dinamarca (1983). La aparición de la cartográfica automatizada y posteriormente de los Sistemas de Información Geográfica (SIG) supusieron un cambio de paradigma en la labor profesional de los geógrafos.

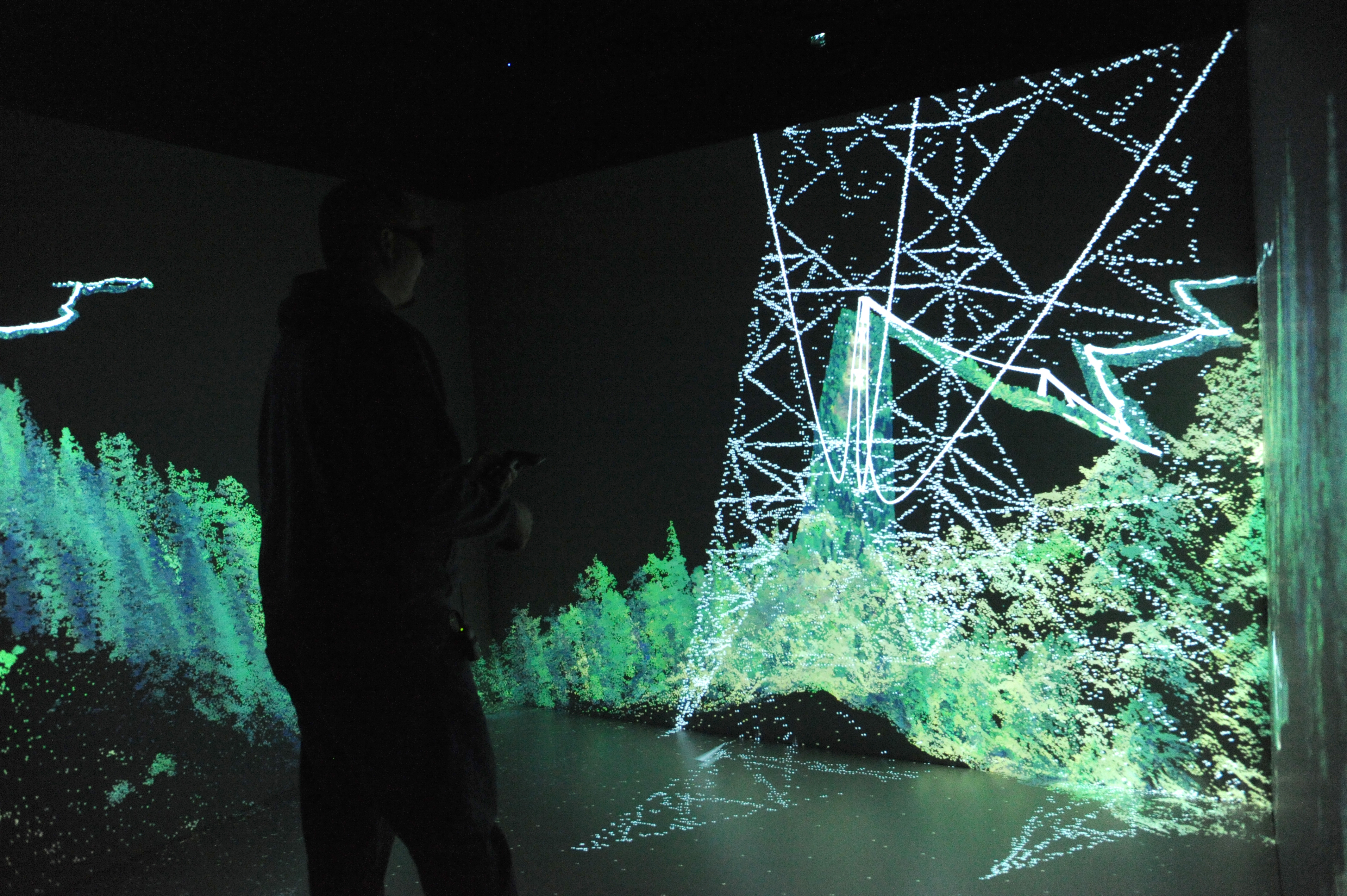
Geógrafo estudiando un entorno virtual del terreno generado mediante datos LIDAR.

Dentro de la profesión existe un gran número de metodologías y herramientas que permiten la obtención de información para la toma de decisiones. Estas herramientas son seleccionadas de acuerdo con los propósitos y alcances que se pretendan alcanzar con la investigación, pues dentro de la disciplina existen diversos enfoques para abordar las investigaciones científicas y, por lo general, la labor del geógrafo se verá influida por ciencias auxiliares que poseen sus propios métodos y herramientas.
Entre las herramientas más utilizadas por los geógrafos se encuentran los Sistemas de Información Geográfica, que son una herramienta que permite trabajar con información georreferenciada. Esta herramienta permite realizar operaciones como  lectura, edición, almacenamiento y gestión de datos espaciales, análisis sobre componentes espaciales y temáticos, generación de resultados como mapas, informes, gráficos, entre otros. Los Sistemas de Información Geográfica tienen una serie de componentes básicos, que son datos, métodos, software, hardware y el factor organizativo.
Así mismo, los Sistemas de Información Geográfica permiten llevar a cabo técnicas de percepción remota que les permite desarrollar, capturar, procesar y analizar imágenes satelitales, en relación con otros datos físicos de la Tierra. Se relaciona con la capacidad de poder identificar tanto propiedades cualitativas como cuantitativas de los objetos que se encuentran a gran distancia. Dentro de la percepción remota y con ayuda de la tecnología, se han diseñado herramientas como sensores remotos que permiten explorar las diferentes bandas espectrales de casi todos los aspectos del planeta. Estos sensores son capaces de medir las variaciones espectrales espaciales y temporales en los campos magnéticos. Mediante esta técnica se han podido identificar cambios en la superficie terrestre, variaciones del clima, condición de glaciares, estado y extensión de ecosistemas, así como valores de contaminación ambiental.
Más allá de los sistemas informáticos, los geógrafos también realizan un importante trabajo de campo, el cual, dependiendo el enfoque, puede utilizar diversas herramientas de investigación, entre las cuales se encuentran la entrevista, la caracterización o descripción de un lugar, del mismo modo que sirve como un método de observación de fenómenos y de compilación de datos cuantitativos y cualitativos.

## Áreas temáticas

### Geografía física

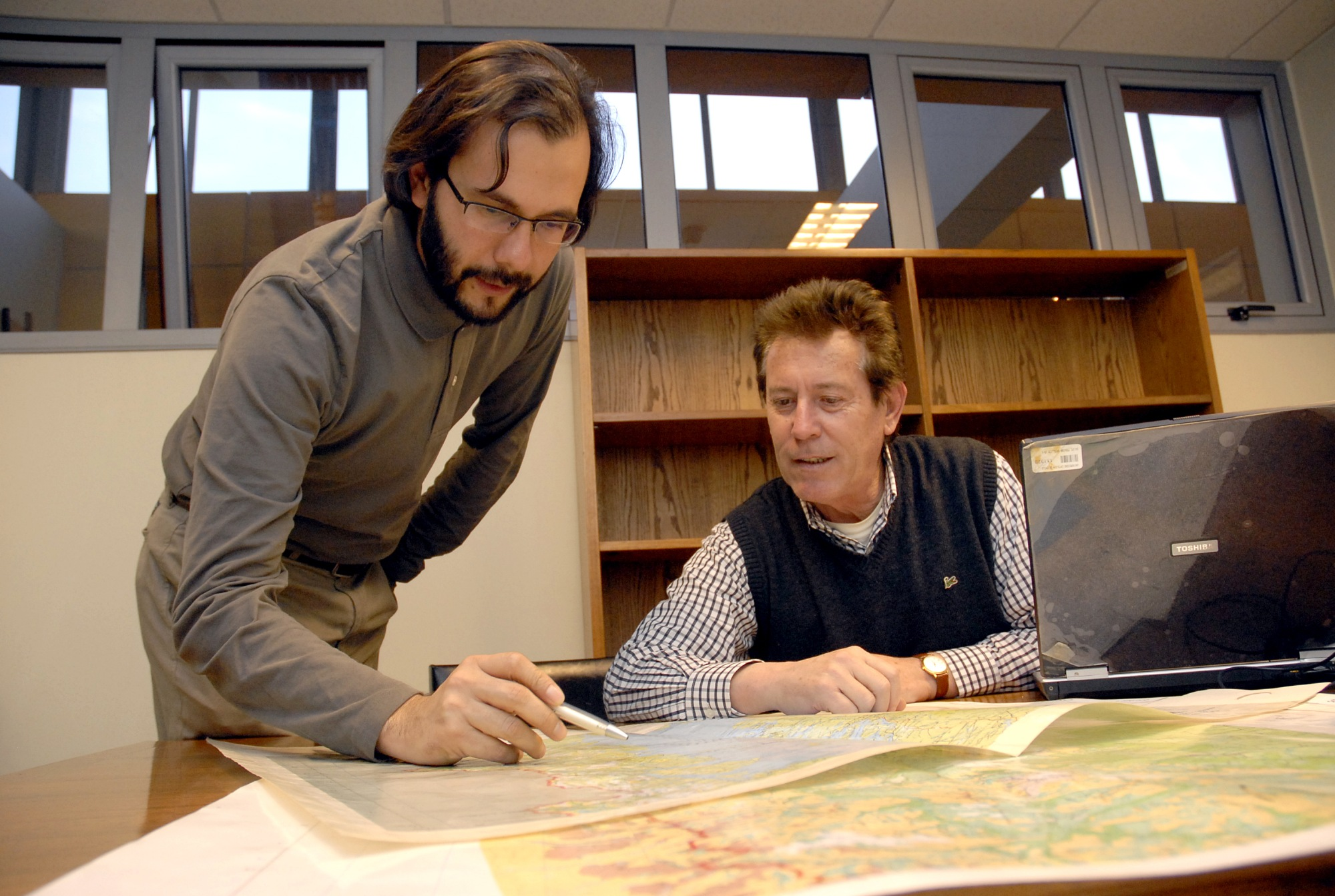
Geógrafos elaborando mapas de riegos de inundación por tsunamis.

La geografía física es la ciencia que se encarga del estudio de los procesos y fenómenos naturales de la Tierra, así como de sus características físicas y del medio ambiente en el que interactúan los distintos seres vivos. Se enfoca en el análisis de las características del relieve, la hidrografía, el clima, la vegetación, la fauna y la geología, entre otros aspectos.
En la actualidad, la geografía física ha evolucionado y se ha dividido en distintas ramas, como la geomorfología, que se enfoca en el estudio del relieve terrestre; la climatología, que analiza el clima y sus variaciones; la hidrología, que estudia el agua en la Tierra; la biogeografía, que se ocupa del estudio de la distribución de la flora y la fauna en el planeta, y la geología, que investiga la estructura y la composición de la Tierra. Algunas aplicaciones de esta rama se enfocan en la prevención de riesgos naturales, análisis de aptitud de uso de suelo, manejo de cuencas hidrográficas, manejo de recursos naturales y planificación urbana y regional.

#### Geografía humana
Esta se enfoca en el estudio de la interacción entre la sociedad y el medio ambiente. Analiza cómo los seres humanos utilizan, modifican y se adaptan al espacio geográfico en el que viven. Esta vertiente aborda diversos temas, como la organización política, económica y social de las comunidades, la migración, la urbanización, la globalización, la cultura y la identidad. También estudia los cambios en el medio ambiente causados por la actividad humana, así como las respuestas y adaptaciones a estos cambios.
La corriente humanista se divide en varias ramas, como la geografía económica, la geografía cultural, la geografía política, la geografía social y la geografía de la salud, entre otras. Cada una de estas ramas se enfoca en un tema específico y utiliza diferentes métodos y herramientas.
Algunas de las principales herramientas que utiliza esta corriente son la observación directa, la entrevista, la encuesta, el análisis de datos estadísticos y el uso de tecnologías de información geográfica. Estas herramientas permiten recopilar información detallada y analizarla de manera sistemática para obtener una comprensión más profunda de las interacciones sociales y su impacto en el ambiente.

##### Geografía Ambiental
Es una rama que aborda la compleja relación entre los seres humanos y el medio ambiente, desde una perspectiva interdisciplinaria que combina la biología, la ecología, la geología, la sociología y la economía, entre otras disciplinas. En términos generales se ocupa del análisis de los procesos ecológicos, las transformaciones ambientales y los impactos ambientales producidos por la actividad humana, en particular en áreas urbanas y rurales. Los geógrafos ambientales se enfocan en el estudio de los recursos naturales, la gestión ambiental, la contaminación, la planificación territorial, la evaluación de impacto ambiental de proyectos y actividades humanas , la conservación de la biodiversidad, el cambio climático, entre otras problemáticas complejas que no pueden ser abordadas desde un punto de vista unilateral.

## Campo laboral

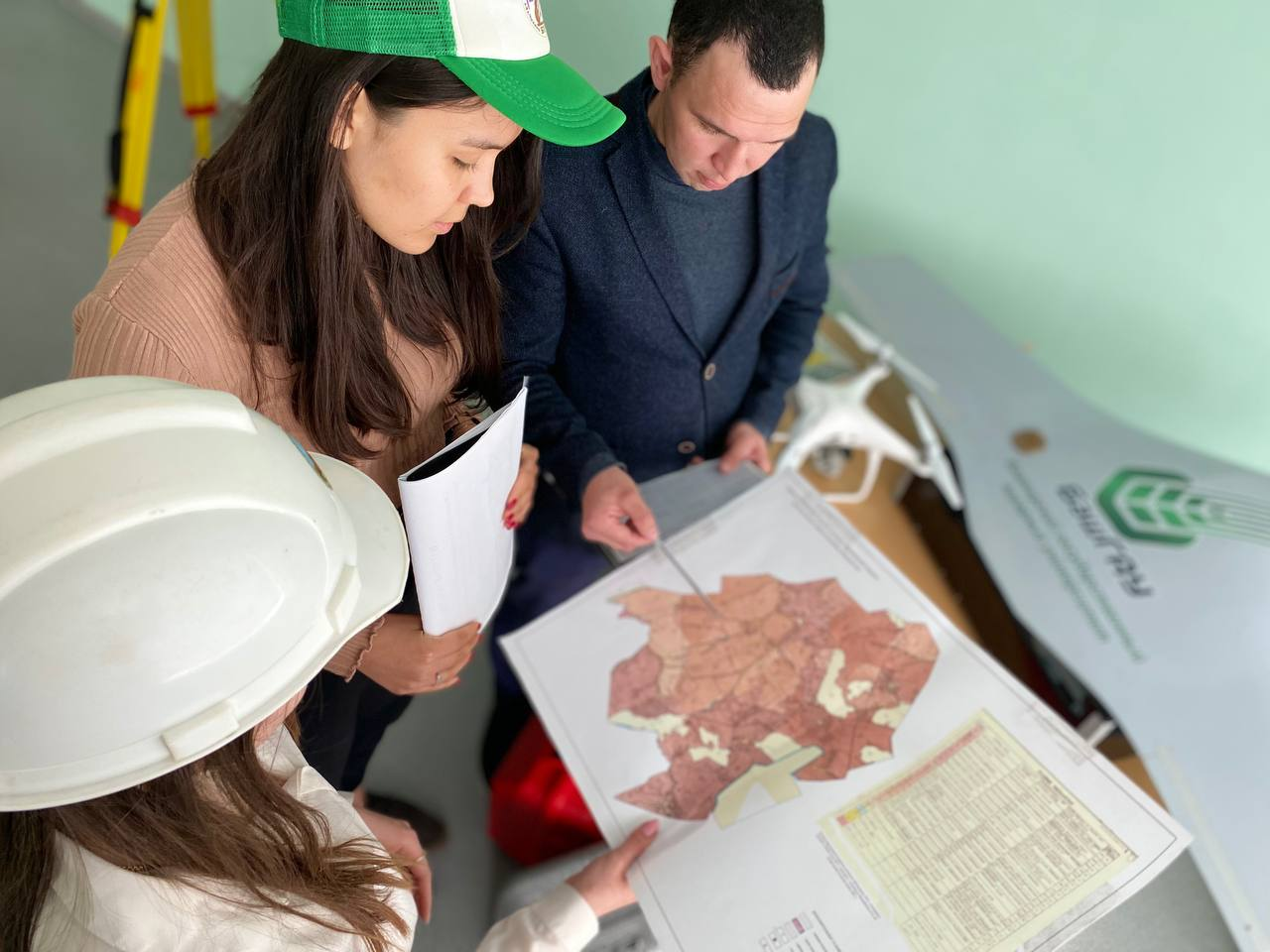
Geógrafos estudiando un mapa de suelos.

Hoy en día, el geógrafo tiene la capacidad de realizar diversas tareas, lo que lo convierte en un profesional apto para trabajar en una amplia gama de instituciones y funciones. Su formación rigurosa le permite ser flexible y adaptable a diferentes contextos que requiere el mercado laboral. Gracias a estas habilidades, el profesional tiene la oportunidad de ingresar con éxito en un mercado laboral en constante cambio y altamente influenciado por la tecnología. Los geógrafos modernos trabajan con autoridades y agencias locales, regionales, nacionales y supranacionales en organismos y asociaciones para la cooperación en el ámbito del desarrollo y el conservacionismo ambiental. En el sector privado los geógrafos trabajan principalmente como planificadores y consultores.
Entre sus actividades principales se encuentra la planeación urbana, donde los geógrafos pueden ayudar en el desarrollo de planes urbanos para ciudades y regiones, trabajando en temas como transporte, uso del suelo, infraestructura y vivienda. También puedes ser especialistas en geomática, es decir, en el análisis, gestión y visualización de datos geoespaciales utilizando tecnologías como los Sistemas de Información Geográfica, los Sistemas de Posicionamiento Global y la teledetección. De la misma manera los profesionistas pueden trabajar en la planificación y promoción del turismo en regiones y países pues son expertos en identificar atractivos culturales y naturales, a la par de desarrollar proyectos turísticos con el menor impacto ambiental y socialmente responsables.
Igualmente, son trabajadores capacitados para realizar la evaluación de impactos ambientales, la gestión de recursos naturales y la planificación de áreas naturales protegidas, considerando los efectos de la climatología y el cambio climático, pueden trabajar en la mitigación y adaptación a sus efectos. En este sentido, hay oportunidades de trabajo en la evaluación y gestión de riesgos naturales y tecnológicos, como terremotos, inundaciones y accidentes industriales
Finalmente, la enseñanza de la materia en escuelas, colegios y universidades suele ser una salida profesional para muchos geógrafos que gustan de compartir conocimientos; en este ámbito, el profesionista tiene la habilidad de impartir nuevas formas de pensamiento que contemplen la aplicación de matemáticas en el espacio, el estudio del paisaje y el desarrollo de técnicas de investigación en campo.

## Perfil del geógrafo y su papel en la sociedad
El geógrafo es capaz de comprender la problemática del espacio geográfico en su complejidad e intervenir de forma eficiente en la creación, reestructuración y optimización de este, a través de la instrumentación de respuestas operativas adaptadas a las demandas culturales del medio en que le toque actuar. Así mismo, muestra habilidad para la cartografía digital el manejo de datos estadísticos y en la generación e interpretación de información cuantitativa y cualitativa.
Las competencias para la aplicación de los conocimientos van dirigidas hacia la investigación, diagnóstico, divulgación, evaluación, planeación, integración, gestión, en los ámbitos de; gabinete, campo (urbano y rural), centros de documentación, instituciones educativas, programas, proyectos, políticas públicas, foros diversos, revistas especializadas, revistas de interés general, aplicada a una escala local, estatal o regional, nacional e internacional.
Algunos temas en los que puede desarrollar dichas competencias son; deterioro ambiental, deterioro socioeconómico, desastres sociales y naturales, ausencia de cultura geográfica,  ineficiencia de herramientas teórico tecnológico disponibles e infraestructura,  conciencia geográfico-histórica y de la perspectiva geopolítica nacional, cambio climático, calentamiento atmosférico y otros fenómenos globales, logrando analizar, proponer soluciones o alternativas al ser un especialista en  análisis espacial en sus expresiones física y humana de manera holística, destacando la planificación territorial, los riesgos y la administración de los recursos naturales. Del mismo modo, son científicos involucrados en la investigación para el desarrollo y la cooperación, la gestión del riego natural, la ecología del paisaje, la investigación del impacto ambiental y planes de mitigación y remediación del deterioro ambiental.